# Golden hour
In chirurgia e medicina d'urgenza, con golden hour o ora d'oro ci si riferisce al periodo di tempo che va da pochi minuti a diverse ore dopo una lesione traumatica, durante il quale vi è la più alta probabilità che un pronto trattamento possa evitare la morte.
È ben noto che le possibilità di sopravvivenza di una vittima sono maggiori se si ricevono cure adeguate entro un breve periodo di tempo da un grave trauma; tuttavia non vi sono prove che i tassi di sopravvivenza diminuiscano sensibilmente dopo 60 minuti: alcuni autori utilizzano il termine ad indicare l'importanza di un rapido intervento nei casi di trauma piuttosto che nel senso stretto di un periodo critico di un'ora entro cui intervenire.

## Concetti generali
Nel caso di un trauma fisico severo, specialmente se vi è emorragia interna, è richiesto l'intervento di un chirurgo. Complicazioni quali lo shock si possono verificare se il paziente non è gestito in modo appropriato e con rapidità. Perciò il trasporto di un paziente traumatizzato verso un centro specialistico nel più breve tempo possibile è una priorità, e l'invio verso un ospedale dotato di trauma center, per il trattamento definitivo, è assai spesso risolutivo.
Poiché alcune lesioni possono portare il paziente traumatizzato ad un rapido deterioramento delle funzioni vitali, l'intervallo di tempo tra la lesione ed il trattamento dovrebbe essere idealmente ridotto al minimo indispensabile; con il miglioramento delle conoscenze mediche questo intervallo di tempo è stato stabilito in non più di 60 minuti, trascorso il quale si presume che il tasso di sopravvivenza per i pazienti traumatici diminuisca drammaticamente. 

## Storia
Il defunto dottor R. Adams Cowley viene considerato il promotore di questo concetto, prima in quanto chirurgo militare e successivamente come capo della University of Maryland Shock Trauma Center. 
Il concetto di "Golden Hour" probabilmente deriva dalle osservazioni eseguite dai francesi nel corso della Prima Guerra Mondiale.
L'Adams Cowley Shock Trauma Center, sezione del Centro Universitario Medico del Maryland cita Cowley sul suo sito web affermando: "Vi è una golden hour tra la vita e la morte. Se si è stati traumatizzati in modo critico si hanno meno di 60 minuti per sopravvivere. Forse si potrà non morire in quel momento, l'evento mortale potrebbe verificarsi da due-tre giorni fino a due settimane più tardi – ma qualcosa è successo nel delicato equilibrio dell'organismo che è ormai irreparabile".

## Controversie
Mentre la maggioranza dei medici concorda sul fatto che dilazionare un trattamento definitivo non è desiderabile, dati recenti derivati dalla letteratura medica mettono in dubbio la validità della golden hour che sembrerebbe mancare di solide basi scientifiche. 
Il dr. Bryan Bledsoe, un esperto critico della golden hour e di altri "miti" inerenti ai servizi di emergenza territoriali, ha affermato che una attenta revisione della letteratura medica non dimostra l'esistenza di alcun "momento magico" entro il quale si possono salvare i pazienti critici.

## Nella cultura di massa
La serie TV The Golden Hour fa riferimento a questo concetto. 
In un fumetto dei Simpsons il Dr. Hibbert si riferisce alla "golden hour" affermando che questa è "l'ora individuabile nel bel mezzo della notte, quando i medici che vengono chiamati possono farsi pagare un extra dai pazienti".